# Idaho Potato Commission
Idaho Potato Commission (IPC), c'est-à-dire «  Commission de la pomme de terre de l'Idaho », est le nom d'une agence publique de l'État de l'Idaho (États-Unis), créée en 1937 sous le nom de Idaho Fruit and Vegetable Advertising Commission. Sa mission est d'assurer le développement de la production de pommes de terre dans l'Idaho et de son marché par différents moyens tels que publicité,  relations publiques, actions commerciales, soutien à la recherche, etc. Son financement est assuré par une taxe payée par les producteurs de pommes de terre et dont le taux est, en 2010, de 12,5 cents pour 100 livres de pommes de terre. L'agence est dirigée par un conseil de neuf membres issus de la profession de la pomme de terre, dont cinq producteurs, deux conditionneurs-expéditeurs et deux transformateurs.

Marque d'homologation de l'Idaho Potato Commission

L'IPC possède une marque commerciale (trade mark), qui est aussi une marque d'homologation (certification mark), qui lui permet de contrôler l'utilisation de mentions telles que Idaho potatoes ou potatoes grown in Idaho et qui est assimilable à une indication géographique protégée. Cette marque est représentée, notamment sur les emballages, par le dessin schématique des limites de l'Idaho et le slogan « Grown in Idaho ».